# Teresa Luzzatti
Teresa Luzzatti y Quiñones (Lugo, 5 de octubre de 1889 -  Madrid, 14 de diciembre de 1942) fue una política española. Es considerada una de las primeras mujeres parlamentarias españolas, férrea defensora del voto femenino y del rol activo de la mujer en la vida civil. Dirigente y miembro de Acción Católica de la Mujer (ACM), formó parte de la Asamblea Nacional Consultiva de la dictadura de Primo de Rivera.

## Trayectoria
Hija del ingeniero italiano Gustavo Luzzatti Dal´Pozzo y la ponferradina Margarita Quiñones y de Armesto. Con el fin de proporcionarle una esmerada educación propia de su clase estudió tanto en España, como en el extranjero. De ahí, junto con la procedencia de su familia paterna, su dominio de diversas lenguas.
Viuda muy joven y madre de cinco hijos, inició su carrera política convirtiéndose en una de las portavoces y propagandistas del feminismo católico español de la mano de su primo hermano el también político José María Gil Robles. Líder de Acción Católica de la Mujer, pronto fue elegida secretaria de su Centro de Estudios dedicándose a dar conferencias en toda España y participando en todas las Asambleas y Congresos de la ACM. 
Con tan sólo 38 años ya era secretaria del centro de estudios de la ACM, y directora de la Sección Municipalista de la ACM. Luzzatti se encargó de organizar el censo municipalista que habría de regir la participación en el sufragio aprobada por el Estatuto Municipal de Primo de Rivera de 1924.
Durante el proyecto del Estatuto Municipal de Calvo Sotelo se distinguió entre las partidarias del voto femenino incluyendo a las mujeres casadas, en 1925 fue nombrada presidenta de los Comités paritarios femeninos de la dictadura de Primo de Rivera y en 1926 vocal del patronato de Trabajo del mismo ministerio y la dirección de la Universidad Profesional Femenina de Madrid también denominada Universidad Popular de la Mujer, que fundó a imagen de las escuelas profesionales para mujeres que operaban en Barcelona y en el extranjero, principalmente en Francia, Bélgica y Canadá. Esta institución dependió de la ACM desde su aprobación en la tercera asamblea de la Acción Católica en 1926.

### Miembro de la Asamblea Nacional
En 1926 pasó a formar parte de la Asamblea Nacional Consultiva creada por Miguel Primo de Rivera en la que participaron otras doce mujeres como María de Maeztu, Josefina Olóriz, María de Echarri, Blanca de los Ríos, Micaela Díaz Rabaneda, Natividad Domínguez Atalaya o Concepción Loring, designadas por sus "actividades de la vida nacional", es decir, por su apostolado social. En la Asamblea intervino activamente en los debates sobre educación secundaria, defendiendo la enseñanza privada y la enseñanza obligatoria de la religión en todos los niveles. 
Se incorporó a la sección de Acción Social, Salud y Caridad en octubre de 1927, y el 14 de diciembre de 1929 recibió de manos del ministro Eduardo Aunós la medalla de plata del Trabajo.

### II República y guerra civil
Tras el final de la dictadura, la llegada de la II República y las elecciones municipales de España de 1931, siguió militando en Acción Católica de la Mujer dentro de las tendencias que, sin abandonar el apoliticismo organizativo, fomentaron la participación política individual. 
En 1925 había conseguido la concesión de una administración de loterías, la nº 10 (Calle Mayor, 27 de Madrid) y en 1932 la concesión de un estanco en la Calle Mayor, 3 que nunca atendió directamente.
En el verano de 1930 con apoyo de la Caja de Ahorros Municipal inauguró la Casa de Familia, residencia de señoritas de Bilbao y en 1931-1932 continúo con las Escuelas Profesionales Femeninas en Madrid con más de 1000 alumnas.
En 1933 cierra las Escuelas Profesionales, deja su casa de la calle de Conde Duque nº 13 y se instala en San Bernardo nº 1 donde instituye una escuela de señoritas. Por su trayectoria se le pone como ejemplo de militante católica en la república por su activismo en pro del feminismo cristiano.
En 1934 fue nombrada presidenta del jurado mixto de Vestuario y Tocado de Madrid.
Tras el golpe de Estado del 18 de julio de 1936 que desembocó en la Guerra Civil Española permaneció en Madrid. Su casa sufrió registros por policía y milicianos en varias ocasiones. El 30 de abril de 1937 es detenida junto con sus hijas Teresa y María y son conducidas a la Dirección General de Seguridad acusadas de "desafección al régimen". Sus hijas fueron liberadas por falta de pruebas por el Jurado de Urgencia nº 7 el 22 de julio de 1937. Teresa Luzzati, enferma de diabetes glucosúrica y con grave proceso de desnutrición fue hospitalizada bajo vigilancia en el hospital de la Cruz Roja de Madrid donde permaneció hasta el final de la guerra quedando el juicio aplazado sine die.
Tras la guerra civil fue nombrada vocal de la Junta de Primera Enseñanza del Ayuntamiento de Madrid. Falleció el 14 de diciembre de 1942.
Impartió una conferencia sobre Exeria en la Casa Gallega de Madrid.
Escribió el drama La verdadera felicidad, representado en La Coruña en 1958.

## Vida personal
Era hermana de Jerónimo, Teresa, Susana, Emilia (Viuda del teniente general Nicasio de Aspe y Vaamonde ), Margarita y Gustavo Luzzatti y Quiñones. 
Se casó en Ponferrada con Jovino López Rúa, militar, el 28 de octubre de 1907 y fue madre de Gustavo (n. 1 de noviembre de 1908), Teresa (nacida el 12 de abril de 1911 y asistente de la Universidad Popular de la Mujer), María, José y Margarita López Luzzatti.